# Kulm (skocznia narciarska)

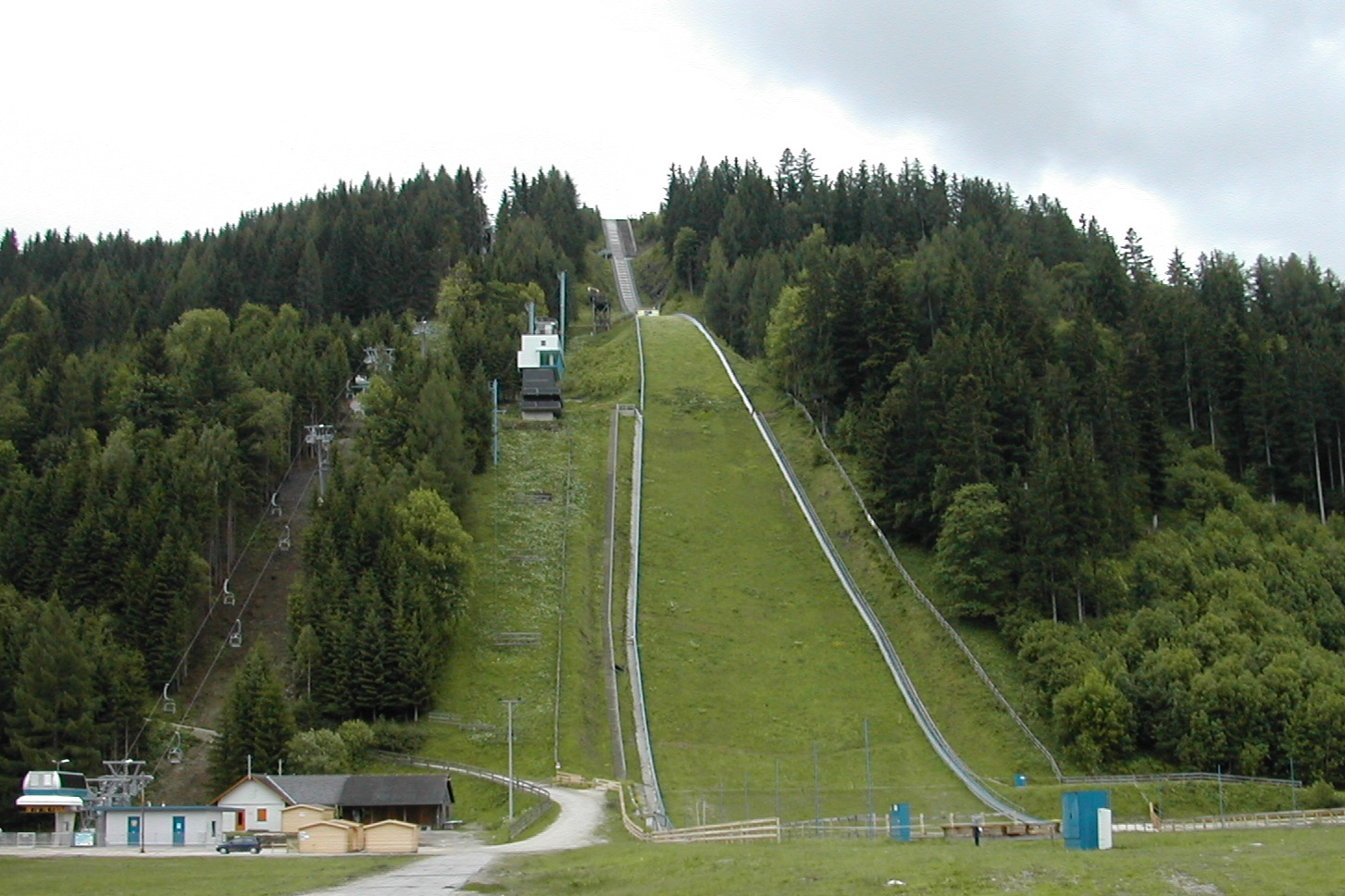
Skocznia latem.

Kulm – mamucia skocznia narciarska o punkcie konstrukcyjnym K200 i rozmiarze HS 235, zlokalizowana pomiędzy miejscowościami Tauplitz i Bad Mitterndorf w Austrii, na północnym zboczu góry Kulmkogel (1123 m n.p.m.) w masywie Dachstein. Wspólnie z Heini-Klopfer-Skiflugschanze trzecia skocznia na świecie pod względem rozmiaru, a do czasu przebudowy w 2014 r. uważana za największą naturalną skocznię świata.
Lokalizacja skoczni jest różnie określana, bowiem przez lata używane były zamiennie nazwy obu sąsiednich miejscowości. Tauplitz jest położone bliżej skoczni, z kolei Bad Mitterndorf – większe oraz bardziej znane turystycznie. 1 stycznia 2015 gmina Tauplitz została zlikwidowana i włączona do gminy Bad Mitterndorf, zatem obecnie prawidłowa jest raczej ta druga nazwa.
Skocznia w obecnej formie jest osłonięta z obu stron lasem, dodatkowo przed wiatrem chroni ją sztuczna osłona o powierzchni 2800 metrów kwadratowych. Obiekt nie posiada sztucznego oświetlenia.
Zarząd klubu narciarskiego z Bad Mitterndorf planuje zainstalować na skoczni igelit. Nie spotyka się to jednak z aprobatą Międzynarodowej Federacji Narciarskiej (FIS), która sceptycznie podchodzi do idei montowania sztucznej nawierzchni na tak dużych obiektach.
Regularnie rozgrywane są na niej konkursy Pucharu Świata oraz mistrzostwa świata w lotach narciarskich.

## Historia
Pierwszy skok oddano na niej 18 lutego 1950, zaś oficjalnie otwarta została 8 marca 1950 zawodami, w których zwyciężył Rudolf Dietrich. W 2006 r. odbyły się na niej Mistrzostwa Świata w lotach. W konkursie indywidualnym triumfował Roar Ljøkelsøy, a w konkursie drużynowym reprezentacja Norwegii w składzie: Bjørn Einar Romøren, Lars Bystøl, Tommy Ingebrigtsen i Roar Ljøkelsøy.

### Przebudowa (2014)
W czerwcu 2014 r. rozpoczęła się przebudowa skoczni, która zakładała skrócenie rozbiegu o 23 metry, podwyższenie progu o 12,6 metra, poszerzenie o kilka metrów zeskoku na całej jego długości, podwyższenie wieży sędziowskiej oraz przesunięcie punktu K ze 185 na 200 metr i punktu HS z 200 na 225 metr. 8 stycznia 2015 pierwszy oficjalny skok na przebudowanej skoczni na odległość 190 metrów oddał Gregor Schlierenzauer. Latem 2015 r. ruszyła kolejna modernizacja skoczni, polegająca na podwyższeniu buli o ok. 2 metry w celu obniżenia paraboli lotu w pierwszej fazie oraz skróceniu strefy z belkami startowymi. Zdecydowano się też na instalację torów lodowych na rozbiegu. Zmiany te są wprowadzane w celu uzyskania pełnej zgodności skoczni z przepisami FIS odnośnie do budowy skoczni narciarskich. W związku z nowymi przepisami Międzynarodowej Federacji Narciarskiej w sezonie 2017/18 został zmieniony rozmiar skoczni z 225 na 235 m. Na obiekcie tym rozegrano Mistrzostwa Świata w Lotach Narciarskich 2016, a tytuł mistrzowski wywalczył Słoweniec Peter Prevc, który ustanowił podczas konkursu rekord skoczni osiągając 244 metry.

## Parametry techniczne
- Punkt konstrukcyjny: 200 m
- Wielkość skoczni (HS): 235 m
- Długość najazdu: 120.1 m
- Nachylenie najazdu: 35.3°
- Długość progu: 8 m
- Nachylenie progu: 11.3°
- Wysokość progu: 4.75 m
- Nachylenie zeskoku: 37.2°/33.5°/30.4°

## Lista triumfatorów konkursówTLN,PŚiMŚwLN
Mistrzostwa Świata w Lotach Narciarskich (Zawody z 1996 roku liczone jednocześnie do Pucharu Świata)
| Data                                                                         | Rok                               | Skocznia                          | 1. miejsce                                                                                         | 2. miejsce                                                                              | 3. miejsce                                                                             |
| ---------------------------------------------------------------------------- | --------------------------------- | --------------------------------- | -------------------------------------------------------------------------------------------------- | --------------------------------------------------------------------------------------- | -------------------------------------------------------------------------------------- |
| ↓ Tydzień Lotów Narciarskich ↓ (FIS oficjalnie nie uznał tych dwóch zawodów) |                                   |                                   | |                                                                                         |                                                                                        |
| 11–12 marca                                                                  | 1950                              | K95                               | Rudolf Dietrich                                                                                    | Hans Eder                                                                               | Werfener Huber Fritz Ruepp                                                             |
| 16–18 marca                                                                  | 1951                              | K95                               | Josef Bradl                                                                                        | Sepp Hohenleitner                                                                       | Rudolf Dietrich                                                                        |
| ↓ FIS Tydzień Lotów Narciarskich ↓                                           |                                   |                                   | |                                                                                         |                                                                                        |
| 27 lutego – 1 marca                                                          | 1953                              | K120                              | Josef Bradl                                                                                        | Andreas Däscher                                                                         | Roy Sherwood                                                                           |
| 10–11 marca                                                                  | 1956                              | K120                              | Werner Lesser                                                                                      | Veikko Heinonen                                                                         | Olaf B. Bjørnstad                                                                      |
| 20–22 marca                                                                  | 1959                              | K120                              | Torbjørn Yggeseth                                                                                  | Helmut Recknagel                                                                        | Walter Habersatter                                                                     |
| 2–4 marca                                                                    | 1962                              | K120                              | Helmut Recknagel                                                                                   | Wolfgang Happle                                                                         | Max Bolkart                                                                            |
| ↓ K.O.P. Tydzień Lotów Narciarskich ↓                                        |                                   |                                   | |                                                                                         |                                                                                        |
| 19–21 marca                                                                  | 1965                              | K120                              | Henrik Ohlmeyer                                                                                    | Bernd Karwofsky                                                                         | Peter Lesser                                                                           |
| 3 marca                                                                      | 1968                              | K120                              | Zbyněk Hubač                                                                                       | Reinhold Bachler                                                                        | Jiří Raška                                                                             |
| ↓ K.O.P. Tydzień Lotów Narciarskich = FIS Puchar Europy ↓                    |                                   |                                   | |                                                                                         |                                                                                        |
| 19–21 marca                                                                  | 1971                              | K120                              | silny wiatr przez wszystkie trzy dni; łącznie odbyły się tylko cztery skoki próbne                 | silny wiatr przez wszystkie trzy dni; łącznie odbyły się tylko cztery skoki próbne      | silny wiatr przez wszystkie trzy dni; łącznie odbyły się tylko cztery skoki próbne     |
| ↓ 3. Mistrzostwa Świata w Lotach Narciarskich ↓                              |                                   |                                   | |                                                                                         |                                                                                        |
| 14–16 marca                                                                  | 1975                              | K165                              | Karel Kodejška                                                                                     | Rainer Schmidt                                                                          | Karl Schnabl                                                                           |
| ↓ K.O.P. Tydzień Lotów Narciarskich ↓                                        |                                   |                                   | |                                                                                         |                                                                                        |
| 3–5 marca                                                                    | 1978                              | K165                              | Peter Leitner                                                                                      | Falko Weißpflog                                                                         | Alois Lipburger                                                                        |
| ↓ Puchar Świata ↓                                                            |                                   |                                   | |                                                                                         |                                                                                        |
| 12 marca                                                                     | 1982                              | K165                              | Matti Nykänen                                                                                      | Hubert Neuper                                                                           | Andreas Felder                                                                         |
| 13 marca                                                                     | 1982                              | K165                              | Hubert Neuper                                                                                      | Matti Nykänen                                                                           | Ole Bremseth                                                                           |
| 14 marca                                                                     | 1982                              | K165                              | Hubert Neuper                                                                                      | Ole Bremseth                                                                            | Armin Kogler                                                                           |
| ↓ 9. Mistrzostwa Świata w Lotach Narciarskich ↓                              |                                   |                                   | |                                                                                         |                                                                                        |
| 8–9 marca                                                                    | 1986                              | K185                              | Andreas Felder                                                                                     | Franz Neuländtner                                                                       | Matti Nykänen                                                                          |
| ↓ Puchar Świata ↓                                                            |                                   |                                   | |                                                                                         |                                                                                        |
| 23 lutego                                                                    | 1991                              | K185                              | Stefan Zünd                                                                                        | Ari-Pekka Nikkola                                                                       | Per-Inge Tällberg                                                                      |
| 24 lutego                                                                    | 1991                              | K185                              | Stefan Horngacher                                                                                  | Ralf Gebstedt                                                                           | Heinz Kuttin                                                                           |
| 30 stycznia                                                                  | 1993                              | K185                              | Jaroslav Sakala                                                                                    | Werner Haim                                                                             | Andreas Goldberger                                                                     |
| 31 stycznia                                                                  | 1993                              | K185                              | Jaroslav Sakala                                                                                    | Didier Mollard                                                                          | Andreas Goldberger                                                                     |
| ↓ 14. Mistrzostwa Świata w Lotach Narciarskich = Puchar Świata ↓             |                                   |                                   | |                                                                                         |                                                                                        |
| 10 lutego                                                                    | 1996                              | K185                              | Janne Ahonen                                                                                       | Andreas Goldberger                                                                      | Ari-Pekka Nikkola                                                                      |
| 11 lutego                                                                    | 1996                              | K185                              | Andreas Goldberger                                                                                 | Christof Duffner                                                                        | Janne Ahonen                                                                           |
| Mistrzostwa Świata (10–11 lutego)                                            | Mistrzostwa Świata (10–11 lutego) | Mistrzostwa Świata (10–11 lutego) | Andreas Goldberger                                                                                 | Janne Ahonen                                                                            | Urban Franc                                                                            |
| ↓ Puchar Świata ↓                                                            |                                   |                                   | |                                                                                         |                                                                                        |
| 8 lutego                                                                     | 1997                              | K185                              | Takanobu Okabe                                                                                     | Andreas Goldberger                                                                      | Primož Peterka                                                                         |
| 9 lutego                                                                     | 1997                              | K185                              | Primož Peterka                                                                                     | Andreas Goldberger                                                                      | Takanobu Okabe                                                                         |
| 19 lutego                                                                    | 2000                              | K185                              | Sven Hannawald                                                                                     | Andreas Widhölzl                                                                        | Tommy Ingebrigtsen                                                                     |
| 20 lutego                                                                    | 2000                              | K185                              | zawody odwołane z powodu zbyt silnego wiatru                                                       | zawody odwołane z powodu zbyt silnego wiatru                                            | zawody odwołane z powodu zbyt silnego wiatru                                           |
| 1 lutego                                                                     | 2003                              | K185                              | Florian Liegl                                                                                      | Sven Hannawald                                                                          | Adam Małysz                                                                            |
| 2 lutego                                                                     | 2003                              | K185                              | Sven Hannawald                                                                                     | Florian Liegl                                                                           | Matti Hautamäki                                                                        |
| 15 stycznia                                                                  | 2005                              | HS200                             | Andreas Widhölzl                                                                                   | Roar Ljøkelsøy                                                                          | Adam Małysz                                                                            |
| 16 stycznia                                                                  | 2005                              | HS200                             | Adam Małysz                                                                                        | Andreas Widhölzl                                                                        | Risto Jussilainen                                                                      |
| ↓ 19. Mistrzostwa Świata w Lotach Narciarskich ↓                             |                                   |                                   | |                                                                                         |                                                                                        |
| 13–14 stycznia                                                               | 2006                              | HS200                             | Roar Ljøkelsøy                                                                                     | Andreas Widhölzl                                                                        | Thomas Morgenstern                                                                     |
| 15 stycznia                                                                  | 2006                              | HS200                             | Norwegia 1. Bjorn Einar Romoren · 2. Lars Bystøl · 3. Tommy Ingebrigtsen · 4. Roar Ljøkelsøy       | Finlandia 1. Janne Happonen · 2. Tami Kiuru · 3. Matti Hautamäki · 4. Janne Ahonen      | Niemcy 1. Michael Neumayer · 2. Georg Späth · 3. Alexander Herr · 4. Michael Uhrmann   |
| ↓ Puchar Świata ↓                                                            |                                   |                                   | |                                                                                         |                                                                                        |
| 10 stycznia                                                                  | 2009                              | HS200                             | Gregor Schlierenzauer                                                                              | Simon Ammann                                                                            | Martin Koch                                                                            |
| 11 stycznia                                                                  | 2009                              | HS200                             | Gregor Schlierenzauer                                                                              | Harri Olli                                                                              | Simon Ammann                                                                           |
| 9 stycznia                                                                   | 2010                              | HS200                             | Robert Kranjec                                                                                     | Simon Ammann                                                                            | Martin Koch                                                                            |
| 10 stycznia                                                                  | 2010                              | HS200                             | Gregor Schlierenzauer                                                                              | Robert Kranjec                                                                          | Harri Olli                                                                             |
| 14 stycznia                                                                  | 2012                              | HS200                             | zawody przełożone na następny dzień, z powodu zbyt silnego wiatru                                  | zawody przełożone na następny dzień, z powodu zbyt silnego wiatru                       | zawody przełożone na następny dzień, z powodu zbyt silnego wiatru                      |
| 15 stycznia                                                                  | 2012                              | HS200                             | Robert Kranjec                                                                                     | Thomas Morgenstern                                                                      | Anders Bardal                                                                          |
| 15 stycznia                                                                  | 2012                              | HS200                             | Anders Bardal                                                                                      | Daiki Ito                                                                               | Kamil Stoch                                                                            |
| 11 stycznia                                                                  | 2014                              | HS200                             | Noriaki Kasai                                                                                      | Peter Prevc                                                                             | Gregor Schlierenzauer                                                                  |
| 12 stycznia                                                                  | 2014                              | HS200                             | Peter Prevc                                                                                        | Gregor Schlierenzauer                                                                   | Noriaki Kasai                                                                          |
| 10 stycznia                                                                  | 2015                              | HS225                             | Severin Freund                                                                                     | Stefan Kraft                                                                            | Jurij Tepeš                                                                            |
| 11 stycznia                                                                  | 2015                              | HS225                             | zawody odwołane z powodu zbyt silnego wiatru                                                       | zawody odwołane z powodu zbyt silnego wiatru                                            | zawody odwołane z powodu zbyt silnego wiatru                                           |
| ↓ 24. Mistrzostwa Świata w Lotach Narciarskich ↓                             |                                   |                                   | |                                                                                         |                                                                                        |
| 15–16 stycznia                                                               | 2016                              | HS225                             | Peter Prevc                                                                                        | Kenneth Gangnes                                                                         | Stefan Kraft                                                                           |
| 17 stycznia                                                                  | 2016                              | HS225                             | Norwegia 1. Anders Fannemel · 2. Johann André Forfang · 3. Daniel-André Tande · 4. Kenneth Gangnes | Niemcy 1. Andreas Wellinger · 2. Stephan Leyhe · 3. Richard Freitag · 4. Severin Freund | Austria 1. Stefan Kraft · 2. Manuel Poppinger · 3. Manuel Fettner · 4. Michael Hayböck |
| ↓ Puchar Świata ↓                                                            |                                   |                                   | |                                                                                         |                                                                                        |
| 13 stycznia                                                                  | 2018                              | HS235                             | Andreas Stjernen                                                                                   | Daniel-André Tande                                                                      | Simon Ammann                                                                           |
| 14 stycznia                                                                  | 2018                              | HS235                             | zawody odwołane z powodu zbyt silnego wiatru                                                       | zawody odwołane z powodu zbyt silnego wiatru                                            | zawody odwołane z powodu zbyt silnego wiatru                                           |
| 15 lutego                                                                    | 2020                              | HS235                             | Piotr Żyła                                                                                         | Timi Zajc                                                                               | Stefan Kraft                                                                           |
| 16 lutego                                                                    | 2020                              | HS235                             | Stefan Kraft                                                                                       | Ryōyū Kobayashi                                                                         | Timi Zajc                                                                              |
| 28 stycznia                                                                  | 2023                              | HS235                             | Halvor Egner Granerud                                                                              | Stefan Kraft                                                                            | Domen Prevc                                                                            |
| 29 stycznia                                                                  | 2023                              | HS235                             | Halvor Egner Granerud                                                                              | Timi Zajc                                                                               | Stefan Kraft                                                                           |
| ↓ 28. Mistrzostwa Świata w Lotach Narciarskich ↓                             |                                   |                                   | |                                                                                         |                                                                                        |
| 26–27 stycznia                                                               | 2024                              | HS235                             | Stefan Kraft                                                                                       | Andreas Wellinger                                                                       | Timi Zajc                                                                              |

## Rekordziści skoczni

### Mężczyźni
Możliwe HR, kolejność startowa w 2R niejasna (7.3.1986) – Bauer (176m), Klauser (175m), Suorsa (172m), Nykänen (170m), Findeisen (169m).
| Data           | Zawodnik          | Odległość |
| -------------- | ----------------- | --------- |
| 18 lutego 1950 | Hubert Neuper Sr. | 75.0 m    |
| 18 lutego 1950 | Hubert Neuper Sr. | 93.0 m    |
| 18 lutego 1950 | Hubert Neuper Sr. | 96.0 m    |
| 8 marca 1950   | Alois Leodolter   | 100.0 m   |
| 9 marca 1950   | Rudolf Dietrich   | 101.0 m   |
| 11 marca 1950  | Hans Eder         | 102.0 m   |
| 11 marca 1950  | Hans Eder         | 106.5 m   |
| 12 marca 1950  | Rudi Gering       | 104.0 m   |
| 12 marca 1950  | Hans Eder         | 102.5 m   |
| 12 marca 1950  | Rudolf Dietrich   | 103.0 m   |
| 16 marca 1951  | Josef Bradl       | 115.0 m   |
| 27 lutego 1953 | Toni Brutscher    | 116.0 m   |
| 27 lutego 1953 | Roy Sherwood      | 120.0 m   |
| 28 lutego 1953 | Josef Bradl       | 120.0 m   |
| 9 marca 1956   | Werner Lesser     | 125.0 m   |
| 20 marca 1959  | Torbjørn Yggeseth | 127.0 m   |
| 1 marca 1962   | Peter Lesser      | 141.0 m   |
| 19 marca 1965  | Bjørn Wirkola     | 144.0 m   |
| 20 marca 1965  | Peter Lesser      | 147.0 m   |
| 21 marca 1965  | Peter Lesser      | 145.5 m   |
| 15 marca 1975  | Karl Schnabl      | 151.0 m   |

| Data             | Zawodnik              | Odległość |
| ---------------- | --------------------- | --------- |
| 2 marca 1978     | Matthias Buse         | 151.0 m   |
| 5 marca 1978     | Edi Federer           | 164.0 m   |
| 12 marca 1982    | Hubert Neuper         | 166.0 m   |
| 12 marca 1982    | Matti Nykänen         | 166.0 m   |
| 14 marca 1982    | Hubert Neuper         | 167.0 m   |
| 14 marca 1982    | Matti Nykänen         | 169.0 m   |
| 7 marca 1986     | Franz Neuländtner     | 188.0 m   |
| 9 marca 1986     | Andreas Felder        | 191.0 m   |
| 8 lutego 1996    | Jens Weißflog         | 201.0 m   |
| 8 lutego 1997    | Takanobu Okabe        | 205.0 m   |
| 20 lutego 2000   | Andreas Goldberger    | 209.5 m   |
| 31 stycznia 2003 | Christian Nagiller    | 220.0 m   |
| 31 stycznia 2003 | Sven Hannawald        | 214.0 m   |
| 10 stycznia 2009 | Gregor Schlierenzauer | 215.5 m   |
| 9 stycznia 2015  | Jurij Tepeš           | 220.0 m   |
| 9 stycznia 2015  | Robert Kranjec        | 221.0 m   |
| 9 stycznia 2015  | Severin Freund        | 237.5 m   |
| 15 stycznia 2016 | Noriaki Kasai         | 240.5 m   |
| 15 stycznia 2016 | Peter Prevc           | 243.0 m   |
| 16 stycznia 2016 | Peter Prevc           | 244.0 m   |
| 27 stycznia 2023 | Žiga Jelar            | 247.5 m   |

     Rekord świata z upadkiem lub dotykiem.
     Rekord skoczni z upadkiem lub dotykiem.

### Kobiety
| Data             | Zawodnik               | Odległość |
| ---------------- | ---------------------- | --------- |
| 4 lutego 1997    | Eva Ganster            | 141.0 m   |
| 5 lutego 1997    | Eva Ganster            | 161.0 m   |
| 6 lutego 1997    | Eva Ganster            | 163.0 m   |
| 7 lutego 1997    | Eva Ganster            | 164.5 m   |
| 9 lutego 1997    | Eva Ganster            | 165.0 m   |
| 9 lutego 1997    | Eva Ganster            | 167.0 m   |
| 29 stycznia 2003 | Daniela Iraschko-Stolz | 188.0 m   |
| 29 stycznia 2003 | Daniela Iraschko-Stolz | 200.0 m   |